# Apioscelis florezi
Apioscelis florezi är en insektsart som beskrevs av Bentos-pereira och Listre 2005. Apioscelis florezi ingår i släktet Apioscelis och familjen Proscopiidae. Inga underarter finns listade i Catalogue of Life.